# Перевертка оркнейська
Перевертка оркнейська (Anastrepta orcadensis) — вид печіночників порядку юнгерманіальних (Jungermanniales).

## Поширення
Батьківщиною є Європа, Азія, Північна Америка.